# Liga de Campeones Femenina de la UEFA 2014-15
La Liga de Campeones femenina de la UEFA 2014-15 fue la 14.ª edición del campeonato de clubes femeninos más importante de Europa; el torneo empezó el 9 de agosto de 2014 con la  fase de clasificación y terminará el 14 de mayo de 2015 con la final en el Friedrich-Ludwig-Jahn-Sportpark de la ciudad de Berlín. A diferencia de los últimos años en que la final se jugaba en la misma semana en la que se jugaba la final de la Liga de Campeones masculina, esta edición las dos finales estarán separadas por casi un mes debido a la realización de la Copa Mundial Femenina de Fútbol de 2015 que comienza a principios de junio.

## Distribución de Equipos por Asociación
Las federaciones del 1 al 14, clasifican a todos sus representantes a la Ronda Eliminatoria
| Posición | Asociación      | Equipos |
| -------- | --------------- | ------- |
| 1        | Francia         | 2       |
| 2        | Alemania        | 2       |
| 3        | Suecia          | 2       |
| 4        | Rusia           | 2       |
| 5        | Inglaterra      | 2       |
| 6        | Italia          | 2       |
| 7        | Dinamarca       | 2       |
| 8        | República Checa | 2       |
| 9        | Noruega         | 1       |
| 10       | España          | 1       |
| 11       | Austria         | 1       |
| 12       | Islandia        | 1       |
| 13       | Kazajistán      | 1       |
| 14       | Países Bajos    | 1       |
| 15       | Escocia         | 1       |

| Posición | Asociación           | Equipos |
| -------- | -------------------- | ------- |
| 16       | Polonia              | 1       |
| 17       | Bélgica              | 1       |
| 18       | Suiza                | 1       |
| 19       | Rumania              | 1       |
| 20       | Finlandia            | 1       |
| 21       | Ucrania              | 1       |
| 22       | Hungría              | 1       |
| 23       | Grecia               | 1       |
| 24       | Bielorrusia          | 1       |
| 25       | Chipre               | 1       |
| 26       | Serbia               | 1       |
| 27       | Bosnia y Herzegovina | 1       |
| 28       | Irlanda              | 1       |
| 29       | Portugal             | 1       |
| 30       | Israel               | 1       |
| 31       | Eslovaquia           | 1       |

| Posición | Asociación        | Equipos |
| -------- | ----------------- | ------- |
| 32       | Eslovenia         | 1       |
| 33       | Bulgaria          | 1       |
| 34       | Islas Feroe       | 1       |
| 35       | Croacia           | 1       |
| 36       | Lituania          | 1       |
| 37       | Gales             | 1       |
| 38       | Macedonia         | 1       |
| 39       | Turquía           | 1       |
| 40       | Irlanda del Norte | 1       |
| 41       | Estonia           | 1       |
| 42       | Moldavia          | 1       |
| 43       | Malta             | 1       |
| 44       | Letonia           | 1       |
| 45       | Montenegro        | 1       |
| 46       | Albania           | 1       |

## Equipos participantes
República Checa ha superado a Austria; ocupando el octavo lugar del ranking y de esta manera asegura clasificar también al subcampeón de su liga.
No cada asociación entra en un equipo y así el número exacto de equipos en cada ronda no puede ser determinado hasta que se conozca la lista completa de entrada. A continuación una lista de los equipos calificados y que podrían entrar en la competencia de la temporada. Aquí 1° denota el campeón nacional, 2° el subcampeón nacional.
| Dieciseisavos de final  | Dieciseisavos de final        | Dieciseisavos de final       | Dieciseisavos de final |
| ----------------------- | ----------------------------- | ---------------------------- | ---------------------- |
| Lyon (1°)               | París Saint-Germain (2°)      | Wolfsburg (1°)               | Frankfurt (2°)         |
| Rosengård (1°)          | Linköping (3°)                | Ryazan VDV (1°)              | Zvezda Perm (2°)       |
| Liverpool (1°)          | Bristol Academy (2°)          | Brescia (1°)                 | Torres (2°)            |
| Fortuna Hjørring (1°)   | Brøndby (1°)                  | Slavia Praha (1°)            | Sparta Praha (2°)      |
| Stabæk (1°)             | Barcelona (1°)                | Neulengbach (1°)             | Stjarnan (1°)          |
| BIIK Kazygurt (1°)      | Twente (1°)                   |                              |                        |
| Fase de Clasificación   |                               |                              |                        |
| Glasgow City (1°)       | Medyk Konin (1°)              | Standard Liège (1°)          | Zürich (1°)            |
| Olimpia Cluj (1°)       | Åland United (1°)             | Zhytlobud Járkov (1°)        | MTK Hungária FC (1°)   |
| Amazones Dramas (1°)    | FC Minsk (1°)                 | Apollon Limassol (1°)        | Spartak Subotica (1°)  |
| SFK 2000 (1°)           | Raheny United (1°)            | Atlético Ouriense (1°)       | ASA Tel Aviv (1°)      |
| Nové Zámky (1°)         | Pomurje (1°)                  | FC NSA Sofia (1°)            | KÍ Klaksvík (1°)       |
| Osijek (1°)             | Gintra Universitetas (1°)     | Cardiff Met. Ladies F.C (1°) | Kochani (1°)           |
| Konak Belediyespor (1°) | Glentoran Belfast United (1°) | Pärnu JK (1°)                | Goliador Chisinau (1°) |
| Hibernians (1°)         | Rigas FS (1°)                 | Vllaznia Shkodër (1°)        | ŽFK Ekonomist (1°)     |

## Calendario
| Ronda                     | Sorteo                  | Ida                      | Vuelta                     |
| ------------------------- | ----------------------- | ------------------------ | -------------------------- |
| Fase de clasificación     | 26 de junio de 2014     | 9–14 de agosto de 2014   | 9–14 de agosto de 2014     |
| dieciseisavos de final 32 | 22 de agosto de 2014    | 8–9 de octubre de 2014   | 15–16 de octubre de 2014   |
| Octavos de final          | 22 de agosto de 2014    | 8–9 de noviembre de 2014 | 12–13 de noviembre de 2014 |
| Cuartos de final          | 19 de noviembre de 2014 | 21–22 de marzo de 2015   | 28–29 de marzo de 2015     |
| Semifinales               | 19 de noviembre de 2014 | 18–19 de abril de 2015   | 25–26 de abril de 2015     |
| Final                     | 19 de noviembre de 2014 | 14 de mayo de 2015       | 14 de mayo de 2015         |

## Fase de clasificación
En la fase de clasificación participaron los 32 equipos no clasificados para la siguiente fase. Se desarrolló entre el 9 y el 14 de agosto en 8 sedes previamente sorteadas.
En negritas el equipo cuyo país es sede de algún grupo.
| 1º bombo                            | 2º bombo                        | 3º bombo                         | 4º bombo                      |
| ----------------------------------- | ------------------------------- | -------------------------------- | ----------------------------- |
| Glasgow City Football Club (1°)     | WFC Zhytlobud-1 Járkov (1°)     | KKPK Medyk Konin (1°)            | Glentoran Belfast United (1°) |
| FC Zürich Frauen (1°)               | Konak Belediyespor (1°)         | Pärnu Jalgpalliklubi (1°)        | ŽFK Ekonomist (1°)            |
| Standard Liège (1°)                 | FC NSA Sofia (1°)               | MFK Gintra Universitetas (1°)    | Cardiff Met. Ladies FC (1°)   |
| Apollon Limassol Football Club (1°) | ASA Tel-Aviv University SC (1°) | Clube Atlético Ouriense (1°)     | ŽFK Kocani (1°)               |
| MTK Budapest Futball Club (1°)      | Åland United (1°)               | FC Union Nové Zámky (1°)         | SS-11 Goliador-Real (1°)      |
| Olimpia Cluj Napoca (1°)            | ŽNK Osijek (1°)                 | FC Minsk (1°)                    | Vllaznia Shkodër (1°)         |
| ŽFK Spartak Subotica (1°)           | Klaksvíkar ltrottarfelag (1°)   | Amazones Dramas AS (1°)          | FK Rigas FS (1°)              |
| WFC SFK 2000 Sarajevo (1°)          | ŽNK Pomurje Beltinci (1°)       | Raheny United Football Club (1°) | Hibernian Football Club (1°)  |

|  | Equipos clasificados para los dieciseisavos de final.                    |
|  | Equipos clasificados para los dieciseisavos de final como mejor segundo. |
|  | Equipos eliminados de la competición.                                    |

### Grupo 1
El Grupo 1 tuvo sede en la ciudad de Riga, Letonia.
| Equipo             | Pts | PJ | PG | PE | PP | GF | GC | Dif |
| ------------------ | --- | -- | -- | -- | -- | -- | -- | --- |
| FC Zürich          | 7   | 3  | 2  | 1  | 0  | 7  | 1  | +6  |
| Konak Belediyespor | 6   | 3  | 2  | 0  | 1  | 13 | 5  | +8  |
| FC Minsk           | 4   | 3  | 1  | 1  | 1  | 9  | 3  | +6  |
| FK Rigas FS        | 0   | 3  | 0  | 0  | 3  | 0  | 20 | -20 |

| Fecha                | Estadio               | Local              | Resultado | Visitante          |
| -------------------- | --------------------- | ------------------ | --------- | ------------------ |
| 9 de agosto de 2014  | Sport Centre Arkadija | FC Zürich          | 1:1       | FC Minsk           |
| 9 de agosto de 2014  | Sport Centre Arkadija | Konak Belediyespor | 11:0      | FK Rigas FS        |
| 11 de agosto de 2014 | Sport Centre Arkadija | FC Minsk           | 1:2       | Konak Belediyespor |
| 11 de agosto de 2014 | Sport Centre Arkadija | FC Zürich          | 2:0       | FK Rigas FS        |
| 14 de agosto de 2014 | Estadio Daugava       | Konak Belediyespor | 0:4       | FC Zürich          |
| 14 de agosto de 2014 | Sport Centre Arkadija | FK Rigas FS        | 0:7       | FC Minsk           |

### Grupo 2
El Grupo 2 tuvo sede en la ciudad de Cluj-Napoca, Rumanía.
| Equipo           | Pts | PJ | PG | PE | PP | GF | GC | Dif |
| ---------------- | --- | -- | -- | -- | -- | -- | -- | --- |
| Raheny United FC | 9   | 3  | 3  | 0  | 0  | 6  | 2  | +4  |
| Olimpia Cluj     | 6   | 3  | 2  | 0  | 1  | 10 | 3  | +7  |
| FC NSA Sofia     | 3   | 3  | 1  | 0  | 2  | 6  | 6  | 0   |
| Hibernians FC    | 0   | 3  | 0  | 0  | 3  | 1  | 12 | -11 |

| Fecha                | Estadio    | Local            | Resultado | Visitante        |
| -------------------- | ---------- | ---------------- | --------- | ---------------- |
| 9 de agosto de 2014  | Cluj Arena | FC NSA Sofia     | 5:0       | Hibernians FC    |
| 9 de agosto de 2014  | Cluj Arena | Olimpia Cluj     | 1:2       | Raheny United FC |
| 11 de agosto de 2014 | Cluj Arena | Raheny United FC | 2:0       | FC NSA Sofia     |
| 11 de agosto de 2014 | Cluj Arena | Olimpia Cluj     | 5:0       | Hibernians FC    |
| 14 de agosto de 2014 | Cluj Arena | FC NSA Sofia     | 1:4       | Olimpia Cluj     |
| 14 de agosto de 2014 | Cluj Arena | Hibernians FC    | 1:2       | Raheny United FC |

### Grupo 3
El Grupo 3 tuvo sede en las ciudades de Petrovac y Niksic de Montenegro.
| Equipo          | Pts | PJ | PG | PE | PP | GF | GC | Dif |
| --------------- | --- | -- | -- | -- | -- | -- | -- | --- |
| MTK Hungária FC | 9   | 3  | 3  | 0  | 0  | 6  | 1  | +5  |
| ŽNK Pomurje     | 6   | 3  | 2  | 0  | 1  | 9  | 2  | +7  |
| Pärnu JK        | 3   | 3  | 1  | 0  | 2  | 2  | 8  | -6  |
| ŽFK Ekonomist   | 0   | 3  | 0  | 0  | 3  | 1  | 7  | -6  |

| Fecha                | Estadio                 | Local           | Resultado | Visitante       |
| -------------------- | ----------------------- | --------------- | --------- | --------------- |
| 9 de agosto de 2014  | Stadion Pod Malim Brdom | MTK Hungária FC | 3:0       | Pärnu JK        |
| 9 de agosto de 2014  | Stadion kraj Bistrice   | ŽNK Pomurje     | 4:0       | ŽFK Ekonomist   |
| 11 de agosto de 2014 | Stadion kraj Bistrice   | MTK Hungária FC | 1:0       | ŽFK Ekonomist   |
| 11 de agosto de 2014 | Stadion Pod Malim Brdom | Pärnu JK        | 0:4       | ŽNK Pomurje     |
| 14 de agosto de 2014 | Stadion Pod Malim Brdom | ŽNK Pomurje     | 1:2       | MTK Hungária FC |
| 14 de agosto de 2014 | Stadion kraj Bistrice   | ŽFK Ekonomist   | 1:2       | Pärnu JK        |

### Grupo 4
El Grupo 4 tuvo sede en las ciudades de Falkirk, Airdrie y Cumbernauld de Escocia.
| Equipo            | Pts | PJ | PG | PE | PP | GF | GC | Dif |
| ----------------- | --- | -- | -- | -- | -- | -- | -- | --- |
| Glasgow City FC   | 9   | 3  | 3  | 0  | 0  | 10 | 0  | +10 |
| Zhytlobud Járkov  | 6   | 3  | 2  | 0  | 1  | 8  | 5  | +3  |
| Glentoran Belfast | 3   | 3  | 1  | 0  | 2  | 5  | 8  | -3  |
| Nové Zámky        | 0   | 3  | 0  | 0  | 3  | 3  | 13 | -10 |

| Fecha                | Estadio           | Local             | Resultado | Visitante         |
| -------------------- | ----------------- | ----------------- | --------- | ----------------- |
| 9 de agosto de 2014  | Falkirk Stadium   | Zhytlobud Járkov  | 5:0       | Glentoran Belfast |
| 9 de agosto de 2014  | Excelsior Stadium | Glasgow City FC   | 5:0       | Nové Zámky        |
| 11 de agosto de 2014 | Excelsior Stadium | Nové Zámky        | 1:3       | Zhytlobud Járkov  |
| 11 de agosto de 2014 | Excelsior Stadium | Glasgow City FC   | 1:0       | Glentoran Belfast |
| 14 de agosto de 2014 | Excelsior Stadium | Zhytlobud Járkov  | 0:4       | Glasgow City FC   |
| 14 de agosto de 2014 | Broadwood Stadium | Glentoran Belfast | 5:2       | Nové Zámky        |

### Grupo 5
El Grupo 5 tuvo sede en la ciudad de Vinkovci y Osijek de Croacia.
| Equipo               | Pts | PJ | PG | PE | PP | GF | GC | Dif |
| -------------------- | --- | -- | -- | -- | -- | -- | -- | --- |
| ŽNK Osijek           | 9   | 3  | 3  | 0  | 0  | 16 | 1  | +15 |
| ŽFK Spartak Subotica | 6   | 3  | 2  | 0  | 1  | 22 | 1  | +21 |
| Amazones Dramas      | 3   | 3  | 1  | 0  | 2  | 12 | 6  | +6  |
| Goliador-Real        | 0   | 3  | 0  | 0  | 3  | 0  | 42 | -42 |

| Fecha                | Estadio             | Local                | Resultado | Visitante            |
| -------------------- | ------------------- | -------------------- | --------- | -------------------- |
| 9 de agosto de 2014  | Stadion HNK Cibalia | ŽFK Spartak Subotica | 3:0       | Amazones Dramas      |
| 9 de agosto de 2014  | Stadion HNK Cibalia | ŽNK Osijek           | 12:0      | Goliador-Real        |
| 11 de agosto de 2014 | Stadion Gradski vrt | ŽFK Spartak Subotica | 19:0      | Goliador-Real        |
| 11 de agosto de 2014 | Stadion Gradski vrt | Amazones Dramas      | 1:3       | ŽNK Osijek           |
| 14 de agosto de 2014 | Stadion Gradski vrt | ŽNK Osijek           | 1:0       | ŽFK Spartak Subotica |
| 14 de agosto de 2014 | Stadion HNK Cibalia | Goliador-Real        | 0:11      | Amazones Dramas      |

### Grupo 6
El Grupo 6 tuvo sede en las ciudades de Šiauliai y Pakruojis de Lituania.
| Equipo               | Pts | PJ | PG | PE | PP | GF | GC | Dif |
| -------------------- | --- | -- | -- | -- | -- | -- | -- | --- |
| Apollon Limassol FC  | 7   | 3  | 2  | 1  | 0  | 6  | 2  | +4  |
| Gintra Universitetas | 6   | 3  | 2  | 0  | 1  | 8  | 3  | +5  |
| KF Vllaznia          | 4   | 3  | 1  | 1  | 1  | 2  | 6  | -4  |
| KÍ Klaksvík          | 0   | 3  | 0  | 0  | 3  | 2  | 7  | -5  |

| Fecha                | Estadio                  | Local                | Resultado | Visitante            |
| -------------------- | ------------------------ | -------------------- | --------- | -------------------- |
| 9 de agosto de 2014  | Šiauliai Central Stadium | KÍ Klaksvík          | 1:2       | KF Vllaznia          |
| 9 de agosto de 2014  | Šiauliai Central Stadium | Apollon Limassol FC  | 3:1       | Gintra Universitetas |
| 11 de agosto de 2014 | Šiauliai Central Stadium | Apollon Limassol FC  | 0:0       | KF Vllaznia          |
| 11 de agosto de 2014 | Šiauliai Central Stadium | Gintra Universitetas | 2:0       | KÍ Klaksvík          |
| 14 de agosto de 2014 | Pakruojis City Stadium   | KÍ Klaksvík          | 1:3       | Apollon Limassol FC  |
| 14 de agosto de 2014 | Šiauliai Central Stadium | KF Vllaznia          | 0:5       | Gintra Universitetas |

### Grupo 7
El Grupo 7 tuvo sede en la ciudad de Sarajevo, Bosnia-Herzegovina.
| Equipo            | Pts | PJ | PG | PE | PP | GF | GC | Dif |
| ----------------- | --- | -- | -- | -- | -- | -- | -- | --- |
| Medyk Konin       | 9   | 3  | 3  | 0  | 0  | 21 | 1  | +20 |
| SFK 2000 Sarajevo | 6   | 3  | 2  | 0  | 1  | 8  | 3  | +5  |
| Åland United      | 3   | 3  | 1  | 0  | 2  | 4  | 8  | -4  |
| ŽFK Kocani        | 0   | 3  | 0  | 0  | 3  | 1  | 22 | -21 |

| Fecha                | Estadio              | Local             | Resultado | Visitante         |
| -------------------- | -------------------- | ----------------- | --------- | ----------------- |
| 9 de agosto de 2014  | Stadion Otoka        | SFK 2000 Sarajevo | 0:3       | Medyk Konin       |
| 9 de agosto de 2014  | Stadion Otoka        | Åland United      | 4:0       | ŽFK Kocani        |
| 11 de agosto de 2014 | Stadion Otoka        | SFK 2000 Sarajevo | 7:0       | ŽFK Kocani        |
| 11 de agosto de 2014 | Stadion Otoka        | Medyk Konin       | 7:0       | Åland United      |
| 14 de agosto de 2014 | Stadion Otoka        | Åland United      | 0:1       | SFK 2000 Sarajevo |
| 14 de agosto de 2014 | Asim Ferhatovic Hase | ŽFK Kocani        | 1:11      | Medyk Konin       |

### Grupo 8
El Grupo 8 tuvo sede en las ciudades de Fátima y Leiría de Portugal.
| Equipo            | Pts | PJ | PG | PE | PP | GF | GC | Dif |
| ----------------- | --- | -- | -- | -- | -- | -- | -- | --- |
| Atlético Ouriense | 6   | 3  | 2  | 0  | 1  | 4  | 3  | +1  |
| Standard Liège    | 6   | 3  | 2  | 0  | 1  | 11 | 1  | +10 |
| ASA Tel-Aviv      | 3   | 3  | 1  | 0  | 2  | 3  | 3  | 0   |
| Cardiff Met. FC   | 3   | 3  | 1  | 0  | 2  | 2  | 13 | -11 |

| Fecha                | Estadio                     | Local             | Resultado | Visitante         |
| -------------------- | --------------------------- | ----------------- | --------- | ----------------- |
| 9 de agosto de 2014  | Estádio Municipal de Fátima | Standard Liège    | 0:1       | Atlético Ouriense |
| 9 de agosto de 2014  | Dr. Magalhães Pessoa        | ASA Tel-Aviv      | 2:0       | Cardiff Met. FC   |
| 11 de agosto de 2014 | Dr. Magalhães Pessoa        | Standard Liège    | 10:0      | Cardiff Met. FC   |
| 11 de agosto de 2014 | Estádio Municipal de Fátima | Atlético Ouriense | 2:1       | ASA Tel-Aviv      |
| 14 de agosto de 2014 | Dr. Magalhães Pessoa        | ASA Tel-Aviv      | 0:1       | Standard Liège    |
| 14 de agosto de 2014 | Estádio Municipal de Fátima | Cardiff Met. FC   | 2:1       | Atlético Ouriense |

### Tabla de segundos
Los equipos que tuvieron mejor actuación contra el primero y tercero de su respectivo grupo clasificaron a los dieciseisavos de final.
| Equipo               | Grupo | Pts | PJ | PG | PE | PP | GF | GC | Dif |
| -------------------- | ----- | --- | -- | -- | -- | -- | -- | -- | --- |
| Gintra Universitetas | 6     | 3   | 2  | 1  | 0  | 1  | 6  | 3  | +3  |
| ŽNK Pomurje          | 3     | 3   | 2  | 1  | 0  | 1  | 5  | 2  | +3  |
| Olimpia Cluj         | 2     | 3   | 2  | 1  | 0  | 1  | 5  | 3  | +2  |
| ŽFK Spartak Subotica | 5     | 3   | 2  | 1  | 0  | 1  | 3  | 1  | +2  |
| Zhytlobud Kharkiv    | 4     | 3   | 2  | 1  | 0  | 1  | 5  | 4  | +1  |
| Standard Liège       | 8     | 3   | 2  | 1  | 0  | 1  | 1  | 1  | +0  |
| SFK 2000 Sarajevo    | 7     | 3   | 2  | 1  | 0  | 1  | 1  | 3  | -2  |
| Konak Belediyespor   | 1     | 3   | 2  | 1  | 0  | 1  | 2  | 5  | -3  |

## Ronda Eliminatoria
En esta ronda participarán 32 clubes, que jugarán entre sí a doble partido con excepción de la final que es a partido único; los equipos han sido distribuidos en dos 'bombos' de acuerdo con el coeficiente de clubes de la UEFA, de tal modo que no se pueden cruzar equipos del mismo 'bombo', del mismo país.
| 1º bombo (Cabezas de serie)         | 2º bombo                                        |
| ----------------------------------- | ----------------------------------------------- |
| Olympique Lyonnais                  | Stabæk Fotball                                  |
| Verein für Leibesübungen Wolfsburg  | Apollon Limassol Football Club                  |
| Associazione Sportiva Torres Calcio | Liverpool Ladies Football Club                  |
| Fotboll Club Rosengård              | MTK Budapest Futball Club                       |
| Dameboldklubben Fortuna Hjørring    | Football Klub Ryazan-VDV                        |
| 1. FFC Frankfurt                    | FC BIIK-Kazygurt                                |
| NÖSV Neulengbach                    | Associazione Calcio Femminile Brescia Femminile |
| Brøndbyernes Idrætsforening         | Football Club Twente                            |
| Athletic Club Sparta Praha Fotbal   | Sportovní Klub Slavia Praga                     |
| Linköpings Football Club            | Stjarnan                                        |
| París Saint-Germain Football Club   | ŽNK Osijek                                      |
| Zvezda 2005 Perm                    | ŽNK Pomurje Beltinci                            |
| Glasgow City Football Club          | KKPK Medyk Konin                                |
| Fútbol Club Barcelona               | MFK Gintra Universitetas                        |
| FC Zürich Frauen                    | Clube Atlético Ouriense                         |
| Bristol Academy Football Club       | Raheny United Football Club                     |

## Fase final

### Dieciseisavos de final
| Equipo local ida     | Resultado | Equipo visitante ida | Ida | Vuelta |
| -------------------- | --------- | -------------------- | --- | ------ |
| KKPK Medyk Konin     | 2:3p      | Glasgow City FC      | 2:0 | 0:3    |
| VDV Riazan           | 1:5       | FC Rosengård         | 1:3 | 0:2    |
| ACF Brescia          | 0:14      | Olympique de Lyon    | 0:5 | 0:9    |
| Atlético Ouriense    | 0:9       | Fortuna Hjørring     | 0:3 | 0:6    |
| SK Slavia Praga      | 0:4       | FC Barcelona         | 0:1 | 0:3    |
| Raheny United        | 1:6       | Bristol Academy WFC  | 0:4 | 1:2    |
| BIIK Kazygurt        | 2:6       | 1. FFC Frankfurt     | 2:2 | 0:4    |
| Gintra Universitetas | pp2:2     | AC Sparta Praga      | 1:1 | 1:1    |
| ŽNK Pomurje          | 3:7       | ASD Torres Calcio    | 2:4 | 1:3    |
| Stabæk IF            | 1:3       | VfL Wolfsburgo       | 0:1 | 1:2    |
| Apollon Limassol     | 2:3p      | Brøndby IF           | 1:0 | 1:3    |
| MTK Hungária FC      | 3:4p      | SV Neulengbach       | 1:2 | 2:2    |
| NK Osijek            | 2:7       | FC Zürich Frauen     | 2:5 | 0:2    |
| Liverpool LFC        | 2:4       | Linköpings FC        | 2:1 | 0:3    |
| FC Twente            | 1:3       | París Saint-Germain  | 1:2 | 0:1    |
| Stjarnan             | 3:8       | Zvezda 2005 Perm     | 2:5 | 1:3    |

### Cuadro
|  | Octavos de final                    | Octavos de final                    | Octavos de final                    |                  |   | Cuartos de final              | Cuartos de final              | Cuartos de final              |  |  | Semifinales                   | Semifinales                   | Semifinales                   |  |  | Final                                     | Final                                     | Final                                     |
|  | 8/9 de noviembre-12/13 de noviembre | 8/9 de noviembre-12/13 de noviembre | 8/9 de noviembre-12/13 de noviembre |                  |   | 21/22 de marzo-28/29 de marzo | 21/22 de marzo-28/29 de marzo | 21/22 de marzo-28/29 de marzo |  |  | 18/19 de abril-25/26 de abril | 18/19 de abril-25/26 de abril | 18/19 de abril-25/26 de abril |  |  | 14 de mayo, Friedrich-Ludwig-Jahn, Berlín | 14 de mayo, Friedrich-Ludwig-Jahn, Berlín | 14 de mayo, Friedrich-Ludwig-Jahn, Berlín |
|  |                                     |                                     |                                     |                  |   |                               |                               |                               |  |  |                               |                               |                               |  |  |                                           |                                           |                                           |
|  |                                     |                                     |                                     |                  |   |                               |                               |                               |  |  |                               |                               |                               |  |  |                                           |                                           |                                           |
|  |                                     |                                     |                                     |                  |   |                               |                               |                               |  |  |                               |                               |                               |  |  |                                           |                                           |                                           |
|  | FC Barcelona                        | 0                                   | 1                                   |                  |   |                               |                               |                               |  |  |                               |                               |                               |  |  |                                           |                                           |                                           |
|  | FC Barcelona                        | 0                                   | 1                                   |                  |   |                               |                               |                               |  |  |                               |                               |                               |  |  |                                           |                                           |                                           |
|  | Bristol Academy                     | 1                                   | 1                                   |                  |   |                               |                               |                               |  |  |                               |                               |                               |  |  |                                           |                                           |                                           |
|  | Bristol Academy                     | 1                                   | 1                                   | Bristol Academy  | 0 | 0                             |                               |                               |  |  |                               |                               |                               |  |  |                                           |                                           |                                           |
|  |                                     |                                     |                                     |                  | 0 | 0                             |                               |                               |  |  |                               |                               |                               |  |  |                                           |                                           |                                           |
|  |                                     | 1. FFC Frankfurt                    | 5                                   | 7                |   |                               |                               |                               |  |  |                               |                               |                               |  |  |                                           |                                           |                                           |
|  | 1. FFC Frankfurt                    | 1. FFC Frankfurt                    | 5                                   | 7                | 5 | 4                             |                               |                               |  |  |                               |                               |                               |  |  |                                           |                                           |                                           |
|  | 1. FFC Frankfurt                    |                                     |                                     |                  | 5 | 4                             |                               |                               |  |  |                               |                               |                               |  |  |                                           |                                           |                                           |
|  | Torres Calcio                       | 0                                   | 0                                   |                  |   |                               |                               |                               |  |  |                               |                               |                               |  |  |                                           |                                           |                                           |
|  | Torres Calcio                       | 0                                   | 0                                   | 1. FFC Frankfurt | 7 | 6                             |                               |                               |  |  |                               |                               |                               |  |  |                                           |                                           |                                           |
|  |                                     |                                     |                                     |                  | 7 | 6                             |                               |                               |  |  |                               |                               |                               |  |  |                                           |                                           |                                           |
|  |                                     | Brøndby IF                          | 0                                   | 0                |   |                               |                               |                               |  |  |                               |                               |                               |  |  |                                           |                                           |                                           |
|  | Linköpings FC                       | Brøndby IF                          | 0                                   | 0                | 5 | 0                             |                               |                               |  |  |                               |                               |                               |  |  |                                           |                                           |                                           |
|  | Linköpings FC                       |                                     |                                     |                  | 5 | 0                             |                               |                               |  |  |                               |                               |                               |  |  |                                           |                                           |                                           |
|  | Zvezda 2005                         | 0                                   | 3                                   |                  |   |                               |                               |                               |  |  |                               |                               |                               |  |  |                                           |                                           |                                           |
|  | Zvezda 2005                         | 0                                   | 3                                   | Linköpings FC    | 0 | 1                             |                               |                               |  |  |                               |                               |                               |  |  |                                           |                                           |                                           |
|  |                                     |                                     |                                     |                  | 0 | 1                             |                               |                               |  |  |                               |                               |                               |  |  |                                           |                                           |                                           |
|  |                                     | Brøndby IF                          | 1                                   | 1                |   |                               |                               |                               |  |  |                               |                               |                               |  |  |                                           |                                           |                                           |
|  | Brøndby IF                          | Brøndby IF                          | 1                                   | 1                | 5 | 0                             |                               |                               |  |  |                               |                               |                               |  |  |                                           |                                           |                                           |
|  | Brøndby IF                          |                                     |                                     |                  | 5 | 0                             |                               |                               |  |  |                               |                               |                               |  |  |                                           |                                           |                                           |
|  | Gintra Universitetas                | 0                                   | 2                                   |                  |   |                               |                               |                               |  |  |                               |                               |                               |  |  |                                           |                                           |                                           |
|  | Gintra Universitetas                | 0                                   | 2                                   | 1. FFC Frankfurt | 2 |                               |                               |                               |  |  |                               |                               |                               |  |  |                                           |                                           |                                           |
|  |                                     |                                     |                                     |                  | 2 |                               |                               |                               |  |  |                               |                               |                               |  |  |                                           |                                           |                                           |
|  |                                     | PSG                                 | 1                                   |                  |   |                               |                               |                               |  |  |                               |                               |                               |  |  |                                           |                                           |                                           |
|  | SV Neulengbach                      | PSG                                 | 1                                   | 0                | 0 |                               |                               |                               |  |  |                               |                               |                               |  |  |                                           |                                           |                                           |
|  | SV Neulengbach                      |                                     |                                     |                  | 0 |                               |                               |                               |  |  |                               |                               |                               |  |  |                                           |                                           |                                           |
|  | VfL Wolfsburgo                      | 4                                   | 7                                   |                  |   |                               |                               |                               |  |  |                               |                               |                               |  |  |                                           |                                           |                                           |
|  | VfL Wolfsburgo                      | 4                                   | 7                                   | VfL Wolfsburgo   | 1 | 3                             |                               |                               |  |  |                               |                               |                               |  |  |                                           |                                           |                                           |
|  |                                     |                                     |                                     |                  | 1 | 3                             |                               |                               |  |  |                               |                               |                               |  |  |                                           |                                           |                                           |
|  |                                     | FC Rosengård                        | 1                                   | 3                |   |                               |                               |                               |  |  |                               |                               |                               |  |  |                                           |                                           |                                           |
|  | FC Rosengård                        | FC Rosengård                        | 1                                   | 3                | 2 | 2                             |                               |                               |  |  |                               |                               |                               |  |  |                                           |                                           |                                           |
|  | FC Rosengård                        |                                     |                                     |                  | 2 | 2                             |                               |                               |  |  |                               |                               |                               |  |  |                                           |                                           |                                           |
|  | Fortuna Hjørring                    | 1                                   | 0                                   |                  |   |                               |                               |                               |  |  |                               |                               |                               |  |  |                                           |                                           |                                           |
|  | Fortuna Hjørring                    | 1                                   | 0                                   | Vfl Wolsburgo    | 0 | 2                             |                               |                               |  |  |                               |                               |                               |  |  |                                           |                                           |                                           |
|  |                                     |                                     |                                     |                  | 0 | 2                             |                               |                               |  |  |                               |                               |                               |  |  |                                           |                                           |                                           |
|  |                                     | PSG                                 | 2                                   | 1                |   |                               |                               |                               |  |  |                               |                               |                               |  |  |                                           |                                           |                                           |
|  | FC Zürich                           | PSG                                 | 2                                   | 1                | 2 | 2                             |                               |                               |  |  |                               |                               |                               |  |  |                                           |                                           |                                           |
|  | FC Zürich                           |                                     |                                     |                  | 2 | 2                             |                               |                               |  |  |                               |                               |                               |  |  |                                           |                                           |                                           |
|  | Glasgow City FC                     | 1                                   | 4                                   |                  |   |                               |                               |                               |  |  |                               |                               |                               |  |  |                                           |                                           |                                           |
|  | Glasgow City FC                     | 1                                   | 4                                   | Glasgow City FC  | 0 | 0                             |                               |                               |  |  |                               |                               |                               |  |  |                                           |                                           |                                           |
|  |                                     |                                     |                                     |                  | 0 | 0                             |                               |                               |  |  |                               |                               |                               |  |  |                                           |                                           |                                           |
|  |                                     | PSG                                 | 2                                   | 5                |   |                               |                               |                               |  |  |                               |                               |                               |  |  |                                           |                                           |                                           |
|  | PSG                                 | PSG                                 | 2                                   | 5                | 1 | 1                             |                               |                               |  |  |                               |                               |                               |  |  |                                           |                                           |                                           |
|  | PSG                                 |                                     |                                     |                  | 1 | 1                             |                               |                               |  |  |                               |                               |                               |  |  |                                           |                                           |                                           |
|  | Olympique de Lyon                   | 1                                   | 0                                   |                  |   |                               |                               |                               |  |  |                               |                               |                               |  |  |                                           |                                           |                                           |

El equipo que figura primero en cada serie es quien hace de local en el primer partido.

### Octavos de final

#### 1. FFC Frankfurt - Fortuna Hjørring
| 9 de noviembre de 2014 | 1. FFC Frankfurt                                                   | 5:0 (5:0) | Torres Calcio | Am Brentano Bad, Fráncfort del Meno |                          |
|                        | Šašić 7, 31' · Garefrekes 15' · Boquete 19' · Laudehr 45+1' (pen.) | Reporte   |               | Árbitro(s): Sara Persson            | Árbitro(s): Sara Persson |

| 12 de noviembre de 2014 | Torres Calcio | 0:4 (0:3) | 1. FFC Frankfurt                                    | Stadio Vanni Sanna, Sassari |                           |
|                         |               | Reporte   | Marozsán 33' · Piacezzi 41' (a.g.) · Šašić 45', 88' | Árbitro(s): Jana Adámková   | Árbitro(s): Jana Adámková |

#### FC Barcelona - Bristol Academy
| 8 de noviembre de 2014 | FC Barcelona | 0:1 (0:1) | Bristol Academy      | Mini Estadi, Barcelona         |                                |
|                        |              | Reporte   | Corredera 26' (a.g.) | Árbitro(s): Cristina Dorcioman | Árbitro(s): Cristina Dorcioman |

| 13 de noviembre de 2014 | Bristol Academy  | 1:1 (0:1) | FC Barcelona | Ashton Gate Stadium, Brístol       |                                    |
|                         | Watts 83' (pen.) | Reporte   | Losada 40'   | Árbitro(s): Anastasia Pustovoitova | Árbitro(s): Anastasia Pustovoitova |

#### Linköpings FC - Zvezda 2005
| 8 de noviembre de 2014 | Linköpings FC                                                    | 5:0 (4:0) | Zvezda 2005 | Linköping Arena, Linköping |                           |
|                        | Rohlin 11' · Harder 26' · Rolfö 37' · Ericsson 39' · Knudsen 75' | Reporte   |             | Árbitro(s): Olga Zadinová  | Árbitro(s): Olga Zadinová |

| 13 de noviembre de 2014 | Zvezda 2005                                 | 3:0 (1:0) | Linköpings FC | Estadio Zvezda, Perm      |                           |
|                         | Pantyukhina 1' · Nahi 58' · Andrushchak 86' | Reporte   |               | Árbitro(s): Sandra Bastos | Árbitro(s): Sandra Bastos |

#### Brøndby IF - Gintra Universitetas
| 9 de noviembre de 2014 | Brøndby IF                                                    | 5:0 (3:0) | Gintra Universitetas | Estadio Brøndby, Copenhague  |                              |
|                        | Lahmti 6' · Madsen 16', 21' · Ali Abu Alful 47' · Nielsen 89' | Reporte   |                      | Árbitro(s): Esther Azzopardi | Árbitro(s): Esther Azzopardi |

| 12 de noviembre de 2014 | Gintra Universitetas                  | 2:0 (2:0) | Brøndby IF | Šiauliai Central Stadium, Šiauliai |                          |
|                         | Sonata Vanagaite 11' · Alekperova 42' | Reporte   |            | Árbitro(s): Riem Hussein           | Árbitro(s): Riem Hussein |

#### SV Neulengbach - VfL Wolfsburgo
| 9 de noviembre de 2014 | SV Neulengbach | 0:4 (0:1) | VfL Wolfsburgo                                    | Wienerwaldstadion, Neulengbach |                            |
|                        |                | Reporte   | Müller 16', 79' · Vojteková 63' (a.g.) · Popp 81' | Árbitro(s): Efthalia Mitsi     | Árbitro(s): Efthalia Mitsi |

| 12 de noviembre de 2014 | VfL Wolfsburgo                                                             | 7:0 (3:0) | SV Neulengbach | VfL-Stadion am Elsterweg, Wolfsburgo |                           |
|                         | Magull 3', 32' · Popp 24' · Wagner 63', 65' · Fischer 89' · Bernauer 90+1' | Reporte   |                | Árbitro(s): Teodora Albon            | Árbitro(s): Teodora Albon |

#### FC Rosengård - Fortuna Hjørring
| 8 de noviembre de 2014 | FC Rosengård             | 2:1 (1:0) | Fortuna Hjørring | Malmö Idrottsplats, Malmö |                          |
|                        | Mittag 12' · Schmidt 66' | Reporte   | Pedersen 56'     | Árbitro(s): Gyöngyi Gaál  | Árbitro(s): Gyöngyi Gaál |

| 13 de noviembre de 2014 | Fortuna Hjørring | 0:2 (0:1) | FC Rosengård                   | Energi Nord Arena, Aalborg   |                              |
|                         |                  | Reporte   | Marta 44' (pen.) · Schmidt 77' | Árbitro(s): Monika Mularczyk | Árbitro(s): Monika Mularczyk |

#### FC Zürich - Glasgow City FC
| 9 de noviembre de 2014 | FC Zürich              | 2:1 (1:0) | Glasgow City FC | Letzigrund, Zúrich             |                                |
|                        | Humm 10' · Stierli 59' | Reporte   | Brown 52'       | Árbitro(s): Stéphanie Frappart | Árbitro(s): Stéphanie Frappart |

| 12 de noviembre de 2014 | Glasgow City FC                              | 4:2 (0:1) | FC Zürich                | Excelsior Stadium, Airdrie   |                              |
|                         | Grant 55' · Ross 64' · Love 81' · Lappin 87' | Reporte   | Zehnder 45+9' · Humm 66' | Árbitro(s): Pernilla Larsson | Árbitro(s): Pernilla Larsson |

#### París Saint-Germain - Olympique de Lyon
| 8 de noviembre de 2014 | París Saint-Germain | 1:1 (0:1) | Olympique de Lyon | Stade Sébastien Charléty, París |                             |
|                        | Alushi 49'          | Reporte   | Petit 21'         | Árbitro(s): Kateryna Monzul     | Árbitro(s): Kateryna Monzul |

| 12 de noviembre de 2014 | Olympique de Lyon | 0:1 (0:0) | París Saint-Germain | Estadio Gerland, Lyon       |                             |
|                         |                   | Reporte   | Alushi 80'          | Árbitro(s): Katalin Kulcsár | Árbitro(s): Katalin Kulcsár |

### Cuartos de final

#### 1. FFC Frankfurt - Bristol Academy
| 21 de marzo de 2015 | Bristol Academy | 0:5 (0:2) | 1. FFC Frankfurt                                                         | Ashton Gate Stadium, Brístol |                              |
|                     |                 | Reporte   | 36' Boquete · 45' Schmidt · 66' Marozsán · 78' Islacker · 81' Garefrekes | Árbitro(s): Pernilla Larsson | Árbitro(s): Pernilla Larsson |

| 29 de marzo de 2015 | 1. FFC Frankfurt                                                     | 7:0 (2:0) | Bristol Academy | Am Brentano Bad, Fráncfort del Meno |                           |
|                     | Ando 8' · Marozsán 38' · Islacker 58', 68', 75' · Löber 90+3' (pen.) | Reporte   |                 | Árbitro(s): Sandra Bastos           | Árbitro(s): Sandra Bastos |

#### Linköpings FC - Brøndby IF
| 22 de marzo de 2015 | Linköpings FC | 0:1 (0:1) | Brøndby IF | Linköping Arena, Linköping   |                              |
|                     |               | Reporte   | 14' Rohlin | Árbitro(s): Monika Mularczyk | Árbitro(s): Monika Mularczyk |

| 28 de marzo de 2015 | Brøndby IF | 1:1 (1:1) | Linköpings FC | Estadio Brøndby, Copenhague   |                               |
|                     | Madsen 6'  | Reporte   | 44' Knudsen   | Árbitro(s): Bibiana Steinhaus | Árbitro(s): Bibiana Steinhaus |

#### VfL Wolfsburgo - FC Rosengård
| 22 de marzo de 2015 | VfL Wolfsburgo | 1:1 (0:0) | FC Rosengård | VfL-Stadion am Elsterweg, Wolfsburgo |                                |
|                     | 66' Faißt      | Reporte   | 56' Marta    | Árbitro(s): Stéphanie Frappart       | Árbitro(s): Stéphanie Frappart |

| 28 de marzo de 2015 | FC Rosengård                                 | 3:3 (2:1) | VfL Wolfsburgo           | Malmö Idrottsplats, Malmö  |                            |
|                     | Marta 24' · Mittag 42' · Gunnarsdóttir 90+3' | Reporte   | 4', 81' Popp · 55' Peter | Árbitro(s): Esther Staubli | Árbitro(s): Esther Staubli |

#### Glasgow City FC - París Saint-Germain
| 22 de marzo de 2015 | Glasgow City FC | 0:2 (0:1) | París Saint-Germain        | Excelsior Stadium, Airdrie |                          |
|                     |                 | Reporte   | 19' Lahmari · 53' Hamraoui | Árbitro(s): Riem Hussein   | Árbitro(s): Riem Hussein |

| 28 de marzo de 2015 | París Saint-Germain                                                        | 5:0 (1:0) | Glasgow City FC | Stade Sébastien Charléty, París |                          |
|                     | Lappin 26' (a.g.) · Delie 54', 68' · Delannoy 65' (pen.) · Dali 87' (pen.) | Reporte   |                 | Árbitro(s): Gyöngyi Gaál        | Árbitro(s): Gyöngyi Gaál |

### Semifinales

#### VfL Wolfsburgo - París Saint-Germain
| 18 de abril de 2015 | VfL Wolfsburgo | 0:2 (0:2) | París Saint-Germain                  | VfL-Stadion am Elsterweg, Wolfsburgo |                              |
|                     |                | Reporte   | Delannoy 12' (pen.) · Cruz Traña 26' | Árbitro(s): Pernilla Larsson         | Árbitro(s): Pernilla Larsson |

| 26 de abril de 2015 | París Saint-Germain | 1:2 (1:0) | VfL Wolfsburgo           | Stade Sébastien Charléty, París |                             |
|                     | Kaci 6'             | Reporte   | 71' Müller · 74' Jakabfi | Árbitro(s): Kateryna Monzul     | Árbitro(s): Kateryna Monzul |

#### 1. FFC Frankfurt - Brøndby IF
| 19 de abril de 2015 | 1. FFC Frankfurt                                                                  | 7:0 (4:0) | Brøndby IF | Am Brentano Bad, Fráncfort del Meno |                             |
|                     | Šašić 10' (pen.), 32', 62', 69' · Sevecke 28' (a.g.) · Marozsán 41' · Laudehr 46' | Reporte   |            | Árbitro(s): Katalin Kulcsár         | Árbitro(s): Katalin Kulcsár |

| 25 de abril de 2015 | Brøndby IF | 0:6 (0:5) | 1. FFC Frankfurt                           | Estadio Brøndby, Copenhague |                            |
|                     |            | Reporte   | 7', 32', 84' Boquete · 14', 25', 39' Šašic | Árbitro(s): Efthalia Mitsi  | Árbitro(s): Efthalia Mitsi |

### Final
| 1          | POR        | Desirée Schumann       |     |
| 4          | DEF        | Kathrin Hendrich       |     |
| 13         | DEF        | Marith Prießen         |     |
| 23         | DEF        | Bianca Schmidt         | 79' |
| 27         | DEF        | Peggy Kuznik           |     |
| 10         | MED        | Dzsenifer Marozsán     |     |
| 11         | MED        | Simone Laudehr         | 87' |
| 18         | MED        | Kerstin Garefrekes     |     |
| 7          | DEL        | Verónica Boquete       |     |
| 9          | DEL        | Célia Šašić            |     |
| 21         | DEL        | Ana-Maria Crnogorcevic | 66' |
| Entrenador | Entrenador | Colin Bell             |     |

| 1          | POR        | Katarzyna Kiedrzynek      |       |
| 3          | DEF        | Laure Boulleau            | 60'   |
| 5          | DEF        | Sabrina Delannoy          |       |
| 13         | DEF        | Annike Krahn              |       |
| 17         | DEF        | Aurélie Kaci              |       |
| 2          | MED        | Kenza Dali                |       |
| 11         | MED        | Jessica Houara-D’Hommeaux |       |
| 19         | MED        | Fatmire Alushi            | 58'   |
| 28         | MED        | Shirley Cruz              |       |
| 9          | DEL        | Kosovare Asllani          | 90+5' |
| 18         | DEL        | Marie-Laure Delie         |       |
| Entrenador | Entrenador | Farid Benstiti            |       |

| 17 | DEL | Mandy Islacker | 66' |
| 15 | DEL | Svenja Huth    | 79' |
| 14 | MED | Kozue Ando     | 87' |

| 4  | DEF | Laura Georges     | 58'   |
| 22 | DEF | Josephine Henning | 60'   |
| 15 | DEL | Ouleymata Sarr    | 90+5' |

| Anotado | 32'   | Célia Šašić    | 1-0 |
| Anotado | 90+2' | Mandy Islacker | 2-1 |

| Anotado | 40' | Marie-Laure Delie | 1-1 |

| Amonestado | 44' | Simone Laudehr |

| Amonestado | 74' | Sabrina Delannoy |
| Amonestado | 84' | Annike Krahn     |

| Árbitro             | Esther Staubli      |
| Árbitros asistentes | Belinda Brem        |
| Árbitros asistentes | Susann Küng         |
| Cuarto Árbitro      | Désirée Grundbacher |
| Reporte             |                     |

| 1          | POR        | Desirée Schumann       |     |
| 4          | DEF        | Kathrin Hendrich       |     |
| 13         | DEF        | Marith Prießen         |     |
| 23         | DEF        | Bianca Schmidt         | 79' |
| 27         | DEF        | Peggy Kuznik           |     |
| 10         | MED        | Dzsenifer Marozsán     |     |
| 11         | MED        | Simone Laudehr         | 87' |
| 18         | MED        | Kerstin Garefrekes     |     |
| 7          | DEL        | Verónica Boquete       |     |
| 9          | DEL        | Célia Šašić            |     |
| 21         | DEL        | Ana-Maria Crnogorcevic | 66' |
| Entrenador | Entrenador | Colin Bell             |     |

| 1          | POR        | Katarzyna Kiedrzynek      |       |
| 3          | DEF        | Laure Boulleau            | 60'   |
| 5          | DEF        | Sabrina Delannoy          |       |
| 13         | DEF        | Annike Krahn              |       |
| 17         | DEF        | Aurélie Kaci              |       |
| 2          | MED        | Kenza Dali                |       |
| 11         | MED        | Jessica Houara-D’Hommeaux |       |
| 19         | MED        | Fatmire Alushi            | 58'   |
| 28         | MED        | Shirley Cruz              |       |
| 9          | DEL        | Kosovare Asllani          | 90+5' |
| 18         | DEL        | Marie-Laure Delie         |       |
| Entrenador | Entrenador | Farid Benstiti            |       |

| 17 | DEL | Mandy Islacker | 66' |
| 15 | DEL | Svenja Huth    | 79' |
| 14 | MED | Kozue Ando     | 87' |

| 4  | DEF | Laura Georges     | 58'   |
| 22 | DEF | Josephine Henning | 60'   |
| 15 | DEL | Ouleymata Sarr    | 90+5' |

| Anotado | 32'   | Célia Šašić    | 1-0 |
| Anotado | 90+2' | Mandy Islacker | 2-1 |

| Anotado | 40' | Marie-Laure Delie | 1-1 |

| Amonestado | 44' | Simone Laudehr |

| Amonestado | 74' | Sabrina Delannoy |
| Amonestado | 84' | Annike Krahn     |

| Árbitro             | Esther Staubli      |
| Árbitros asistentes | Belinda Brem        |
| Árbitros asistentes | Susann Küng         |
| Cuarto Árbitro      | Désirée Grundbacher |
| Reporte             |                     |

|                                     |
| Bandera de Alemania                 |
| Campeón 1. FFC Fráncfort 4.º título |

## Estadísticas

### Goleadoras
| Milena Nikolic                               | ŽFK Spartak Subotica | 9 | 255' |
| Ewa Pajor                                    | Medyk Konin          | 7 | 223' |
| Aline Zeler                                  | Standard Liège       | 5 | 245' |
| Cosmina Dusa                                 | Konak Belediyespor   | 5 | 270' |
| Anna Gawronska                               | Medyk Konin          | 5 | 270' |
| Maria Mitkou                                 | Amazones Dramas      | 5 | 270' |
| Fanni Vágó                                   | Olimpia Cluj         | 5 | 270' |
| Tanja Vrabel                                 | ŽNK Pomurje          | 4 | 258' |
| Última actualización: 4 de noviembre de 2014 |                      |   |      |

| Célia Šašić                              | 1. FFC Frankfurt  | 14 | 690' |
| Fabienne Humm                            | FC Zürich Frauen  | 6  | 360' |
| Verónica Boquete                         | 1. FFC Frankfurt  | 6  | 720' |
| Dzsenifer Marozsán                       | 1. FFC Frankfurt  | 6  | 775' |
| Mandy Islacker                           | 1. FFC Frankfurt  | 5  | 221' |
| Josée Nahi                               | Zvezda 2005 Perm  | 5  | 270' |
| Eugenie Le Sommer                        | Olympique de Lyon | 5  | 315' |
| Anja Mittag                              | FC Rosengård      | 5  | 540' |
| Última actualización: 14 de mayo de 2015 |                   |    |      |

La UEFA contabiliza los datos por separado, la goleadora de la edición saldrá de la tabla de la Etapa final del torneo.

### Asistidoras
| Jelena Marenic                               | ŽFK Spartak Subotica | 5 | 237' |
| Amira Spahic                                 | SFK 2000             | 4 | 270' |
| Anna Gawronska                               | Medyk Konin          | 4 | 270' |
| Anastasia Papadopoulou                       | Amazones Dramas      | 4 | 270' |
| Ewelina Kamczyk                              | Medyk Konin          | 3 | 128' |
| Tatiana Kenda                                | FC Minsk             | 3 | 180' |
| Sandra Žigic                                 | Medyk Konin          | 3 | 206' |
| Yagmur Uraz                                  | Konak Belediyespor   | 3 | 235' |
| Última actualización: 6 de noviembre de 2014 |                      |   |      |

| Dzsenifer Marozsán                       | 1. FFC Frankfurt    | 8 | 775' |
| Lotta Schelin                            | Olympique de Lyon   | 6 | 360' |
| Kerstin Garefrekes                       | 1. FFC Frankfurt    | 6 | 698' |
| Verónica Boquete                         | 1. FFC Frankfurt    | 4 | 720' |
| Frederikke Thøgersen                     | Dinamarca           | 3 | 360' |
| Pernille Harder                          | Linköpings FC       | 3 | 464' |
| Bianca Schmidt                           | 1. FFC Frankfurt    | 3 | 522' |
| Nikki Watts                              | Bristol Academy WFC | 3 | 532' |
| Última actualización: 14 de mayo de 2015 |                     |   |      |

La UEFA contabiliza los datos por separado, la asistidora de la edición saldrá de la tabla de la Etapa final del torneo.

### Tabla general
| Equipo | Equipo               | Pts | PJ | PG | PE | PP | GF | GC | Dif | Rend   |
| ------ | -------------------- | --- | -- | -- | -- | -- | -- | -- | --- | ------ |
| 1      | 1. FFC Frankfurt     | 25  | 9  | 8  | 1  | 0  | 42 | 2  | +40 | 92,59% |
| 2      | Paris Saint-Germain  | 19  | 9  | 6  | 1  | 2  | 16 | 6  | +10 | 70,37% |
| 3      | Vfl Wolsburgo        | 17  | 8  | 5  | 2  | 1  | 20 | 8  | +12 | 70,83% |
| 4      | Brøndby IF           | 10  | 8  | 3  | 1  | 3  | 10 | 18 | -8  | 41,66% |
| 5      | FC Rosengård         | 14  | 6  | 4  | 2  | 0  | 13 | 6  | +7  | 77,77% |
| 6      | Bristol Academy WFC  | 10  | 6  | 3  | 1  | 2  | 8  | 14 | -6  | 55,55% |
| 7      | Linköpings FC        | 7   | 6  | 2  | 1  | 3  | 10 | 7  | +3  | 38,88% |
| 8      | Glasgow City FC      | 6   | 6  | 2  | 0  | 4  | 8  | 13 | -5  | 33,33% |
| 9      | FC Zürich            | 16  | 7  | 5  | 1  | 1  | 18 | 8  | +10 | 76,19% |
| 10     | Zvezda 2005 Perm     | 9   | 4  | 3  | 0  | 1  | 11 | 8  | +3  | 75%    |
| 11     | Olympique de Lyon    | 7   | 4  | 2  | 1  | 1  | 15 | 2  | +13 | 58,33% |
| 12     | FC Barcelona         | 7   | 4  | 2  | 1  | 1  | 5  | 2  | +3  | 58,33% |
| 13     | Gintra Universitetas | 11  | 7  | 3  | 2  | 2  | 12 | 10 | +2  | 52,38% |
| 14     | Fortuna Hjørring     | 6   | 4  | 2  | 0  | 2  | 10 | 4  | +6  | 50%    |
| 15     | ASD Torres Calcio    | 6   | 4  | 2  | 0  | 2  | 7  | 12 | -5  | 50%    |
| 16     | SV Neulengbach       | 4   | 4  | 1  | 1  | 2  | 4  | 10 | -6  | 33,33% |
| 17     | Medyk Konin          | 12  | 5  | 4  | 0  | 1  | 23 | 4  | +19 | 80%    |
| 18     | MTK Hungária FC      | 10  | 5  | 3  | 1  | 1  | 9  | 5  | +4  | 66,66% |
| 19     | Apollon Limassol FC  | 10  | 5  | 3  | 1  | 1  | 8  | 5  | +3  | 66,66% |
| 20     | ŽNK Osijek           | 9   | 5  | 3  | 0  | 2  | 18 | 8  | +10 | 60%    |
| 21     | Raheny United FC     | 9   | 5  | 3  | 0  | 2  | 7  | 8  | -1  | 60%    |
| 22     | ŽNK Pomurje          | 6   | 5  | 2  | 0  | 3  | 12 | 9  | +3  | 40%    |
| 23     | Atlético Ouriense    | 6   | 5  | 2  | 0  | 3  | 4  | 12 | -8  | 40%    |
| 24     | Liverpool LFC        | 3   | 2  | 1  | 0  | 1  | 2  | 4  | -2  | 50%    |
| 25     | AC Sparta Praga      | 2   | 2  | 0  | 2  | 0  | 2  | 2  | 0   | 33,33% |
| 26     | BIIK Kazygurt        | 1   | 2  | 0  | 1  | 1  | 2  | 6  | -4  | 16,66% |
| 27     | FC Twente            | 0   | 2  | 0  | 0  | 2  | 1  | 3  | -2  | 0%     |
| 28     | Stabæk IF            | 0   | 2  | 0  | 0  | 2  | 1  | 3  | -2  | 0%     |
| 29     | SK Slavia Praga      | 0   | 2  | 0  | 0  | 2  | 0  | 4  | -4  | 0%     |
| 30     | VDV Riazan           | 0   | 2  | 0  | 0  | 2  | 1  | 5  | -4  | 0%     |
| 31     | Stjarnan             | 0   | 2  | 0  | 0  | 2  | 3  | 8  | -5  | 0%     |
| 32     | ACF Brescia          | 0   | 2  | 0  | 0  | 2  | 0  | 14 | -14 | 0%     |
| 33     | ŽFK Spartak Subotica | 6   | 3  | 2  | 0  | 1  | 22 | 1  | +21 | 66,66% |
| 34     | Standard Liège       | 6   | 3  | 2  | 0  | 1  | 11 | 1  | +10 | 66,66% |
| 35     | Konak Belediyespor   | 6   | 3  | 2  | 0  | 1  | 13 | 5  | +8  | 66,66% |
| 36     | Olimpia Cluj         | 6   | 3  | 2  | 0  | 1  | 10 | 3  | +7  | 66,66% |
| 37     | SFK 2000 Sarajevo    | 6   | 3  | 2  | 0  | 1  | 8  | 3  | +5  | 66,66% |
| 38     | Zhytlobud Járkov     | 6   | 3  | 2  | 0  | 1  | 8  | 5  | +3  | 66,66% |
| 39     | FC Minsk             | 4   | 3  | 1  | 1  | 1  | 9  | 3  | +6  | 44,44% |
| 40     | Vllaznia Shkodër     | 4   | 3  | 1  | 1  | 1  | 2  | 6  | -4  | 44,44% |
| 41     | Amazones Dramas      | 3   | 3  | 1  | 0  | 2  | 12 | 6  | +6  | 33,33% |
| 42     | FC NSA Sofia         | 3   | 3  | 1  | 0  | 2  | 6  | 6  | 0   | 33,33% |
| 43     | ASA Tel-Aviv         | 3   | 3  | 1  | 0  | 2  | 3  | 3  | 0   | 33,33% |
| 44     | Glentoran Belfast    | 3   | 3  | 1  | 0  | 2  | 5  | 8  | -3  | 33,33% |
| 45     | Åland United         | 3   | 3  | 1  | 0  | 2  | 4  | 8  | -4  | 33,33% |
| 46     | Pärnu JK             | 3   | 3  | 1  | 0  | 2  | 2  | 8  | -6  | 33,33% |
| 47     | Cardiff Met. FC      | 3   | 3  | 1  | 0  | 2  | 2  | 13 | -11 | 33,33% |
| 48     | KÍ Klaksvík          | 0   | 3  | 0  | 0  | 3  | 2  | 7  | -5  | 0%     |
| 49     | ŽFK Ekonomist        | 0   | 3  | 0  | 0  | 3  | 1  | 7  | -6  | 0%     |
| 50     | Nové Zámky           | 0   | 3  | 0  | 0  | 3  | 3  | 13 | -10 | 0%     |
| 51     | Hibernians FC        | 0   | 3  | 0  | 0  | 3  | 1  | 12 | -11 | 0%     |
| 52     | FK Rigas FS          | 0   | 3  | 0  | 0  | 3  | 0  | 20 | -20 | 0%     |
| 53     | ŽFK Kocani           | 0   | 3  | 0  | 0  | 3  | 1  | 22 | -21 | 0%     |
| 54     | Goliador-Real        | 0   | 3  | 0  | 0  | 3  | 0  | 42 | -42 | 0%     |

## Reconocimientos

### Equipo del Torneo
Equipo ideal de 18 jugadoras elegido por los observadores técnicos de la UEFA.
| Posición | Jugadora              | Equipo              |
| -------- | --------------------- | ------------------- |
| POR      | Katarzyna Kiedrzynek  | Paris Saint-Germain |
| POR      | Zećira Mušović        | F. C. Rosengård     |
| DEF      | Laure Boulleau        | Paris Saint-Germain |
| DEF      | Nilla Fischer         | Wolfsburgo          |
| DEF      | Sabrina Delannoy      | Paris Saint-Germain |
| DEF      | Theresa Nielsen       | Brøndby I. F.       |
| DEF      | Anna Blässe           | Wolfsburgo          |
| DEF      | Bianca Schmidt        | Frankfurt           |
| MED      | Verónica Boquete      | Frankfurt           |
| MED      | Dzsenifer Marozsán    | Frankfurt           |
| MED      | Simone Laudehr        | Frankfurt           |
| MED      | Caroline Seger        | Paris Saint-Germain |
| MED      | Lena Goeßling         | Wolfsburgo          |
| MED      | Shirley Cruz          | Paris Saint-Germain |
| DEL      | Kenza Dali            | Paris Saint-Germain |
| DEL      | Célia Šašić           | Frankfurt           |
| DEL      | Ramona Bachmann       | F. C. Rosengård     |
| DEL      | Marta Vieira da Silva | F. C. Rosengård     |